# Federico Badoer
Pour les articles homonymes, voir Badoer.
Federico Badoer né à Venise le 2 janvier 1519 et mort dans la même ville le 13 novembre 1593 (à 74 ans) est un noble, diplomate et écrivain vénitien.

## Biographie
Fils de l’illustre sénateur Alvise Badoer, Federico Badoer naquit en 1519. Il se distingua dans la carrière des lettres et dans celle des affaires publiques. Il fut deux fois ambassadeur de la république de Venise, auprès de Charles Quint et de Philippe II. Aidé de son ami Domenico Venier, il institua, en 1556, la fameuse académie vénitienne. Elle était composée des hommes les plus distingués de ce temps ; et, ayant pris pour emblème une Renommée, elle prit aussi le titre d’académie della Fama. Elle devait imprimer avec soin une collection des meilleurs auteurs ; il en était déjà sorti plusieurs de ses presses, et Badoer y avait la plus grande part, lorsqu’une affaire désagréable arrêta cette utile entreprise. Badoer fut mis en prison, par ordre du Sénat, le 19 août 1562 ; et, par un autre décret, l’académie fut supprimée. On n’avait rien de certain sur la cause de cette disgrâce ; seulement, une lettre de Luca Contile, t. 1er, p. 184, portait que Badoer avait fait, sous le nom de l’académie, quelque chose qui devait lui coûter l’honneur et peut-être la vie ; mais, selon ce qu’un patricien très-instruit de l’histoire littéraire de Venise fit connaître au savant Mazzuchelli pendant son séjour dans cette ville (voy. Gli Scritt. d’Ital., t. 3), Badoer avait commis une infidélité grave dans l’administration de la caisse de l’académie. On ignore s’il parvint ensuite à se justifier ; il survécut longtemps à cette honteuse affaire, et ne mourut qu’en 1593. On lui attribue plusieurs ouvrages, la plupart historiques et relatifs à ses deux ambassades, qui n’ont point été imprimés ; un recueil de ses harangues latines et italiennes l’a été, selon quelques auteurs ; mais ils ne citent ni le lieu de l’édition, ni la date.